# José da Cunha de Azevedo Coutinho
José Joaquim da Cunha de Azevedo Coutinho (ur. 1742 w Campos, zm. 12 września 1821 w Lizbonie) – portugalski duchowny katolicki, biskup, inkwizytor oraz ekonomista.

## Życiorys
Urodził się na terenie dzisiejszej Brazylii (wówczas kolonii portugalskiej). W latach 70. XVIII wieku wyjechał na studia na uniwersytet w Coimbrze. Uzyskał tytuł licencjata prawa kanonicznego w 1785 i w tym samym roku przyjął święcenia subdiakonatu, a w czerwcu 1786 święcenia kapłańskie. Równolegle został też deputowanym trybunału inkwizycyjnego w Lizbonie.
12 września 1794 został mianowany biskupem diecezji Olinda w Brazylii. Przybył do swej diecezji dopiero cztery lata później, jednak w 1802 ponownie powrócił do Portugalii. 6 października 1806 został przeniesiony do diecezji Elvas, a 11 września 1818 otrzymał nominację na generalnego inkwizytora Portugalii. W 1820 poparł jednak liberalną rewolucję w kraju i w marcu 1821 nie sprzeciwił się ostatecznemu zniesieniu inkwizycji, będąc tym samym ostatnim w dziejach zwierzchnikiem portugalskiej inkwizycji.
Azevedo Coutinho jest autorem dzieła Ensaio economico sobre o comercio de Portugal e suas colonias, opublikowanego w Lizbonie w 1794 i poświęconego gospodarce portugalskich kolonii, w tym zwłaszcza Brazylii. Był on zwolennikiem liberalizacji handlu między Portugalią a jej koloniami, krytykował organizację pracy w kopalniach i opowiadał się za większą autonomią gospodarczą kolonii, przy utrzymaniu ich politycznej zależności od Portugalii. Był także autorem kilku innych dzieł poświęconych gospodarce kolonii. Sprzeciwiał się zniesieniu niewolnictwa w koloniach.
Zmarł w wieku 79 lat. Ponad rok przed śmiercią, w maju 1820, zrezygnował z biskupstwa Elvas.